# Josef Hrubý (politik)
Josef Hrubý (2. srpna 1899 Broumov – 7. prosince 1975 Ostrava) byl československý politik a meziválečný poslanec Národního shromáždění za Komunistickou stranu Československa.

## Biografie
Byl zakládajícím členem KSČ. Koncem 20. let 20. století patřil mezi skupinu mladých, radikálních komunistů (takzvaní Karlínští kluci), kteří do vedení KSČ doprovázeli Klementa Gottwalda. Na V. sjezdu KSČ se stal členem politbyra. Patřil k radikální skupině, která zleva kritizovala i Klementa Gottwalda.
V parlamentních volbách v roce 1929 získal za Komunistickou stranu Československa poslanecké křeslo v Národním shromáždění.
Podle údajů k roku 1930 byl profesí dělníkem v Berouně.
Za komunistického režimu získal Vyznamenání Za zásluhy o výstavbu a Řád práce. Zemřel v prosinci 1975 v Ostravě. Pohřeb se konal 12. listopadu v ostravském krematoriu.